# 썸웨어 (영화)
《썸웨어》(영어: Somewhere)는 2010년 개봉된 미국의 드라마 영화이다. 소피아 코폴라가 감독과 각본을 맡았다.
2010년 제67회 베네치아 국제 영화제 황금사자상 수상작이다.

## 출연
- 스티븐 도프
- 엘 패닝
- 크리스 폰티어스
- 미셸 모너핸
- 크리스티나 섀넌
- 커리사 섀넌
- 일라이자 쿠프
- 로라 램지
- 로버트 슈워츠먼
- 앤절라 린드볼
- 라우라 키아티
- 올든 에런라이크
- 니콜 트런피오
- 알렉산드르 넵스키
- 폴 그린
- 베니치오 델 토로
- 제니퍼 스카이
- 에린 와슨

## 기타 제작진
- 라인 제작: 유리 헨리
- 배역: 니콜 대니얼스, 코트니 브라이트
- 미술: 앤 로스
- 세트: 폰처 매카시
- 의상: 스테이시 버탓